# 黃宗明
黃宗明（？—1536年），字誠甫，號致斋，原姓薛，後復姓黄，浙江承宣布政使司寧波府鄞縣（今浙江省寧波市）人，明朝政治人物，進士出身。官至禮部侍郎。

## 生平
正德八年（1513年）舉癸酉科浙江鄉試，正德九年（1514年）聯捷甲戌科進士，十年授南京兵部武库司主事，十四年升武选司員外郎，曾經跟從王守仁學習。寧王朱宸濠謀反，曾上江防三策。明武宗南征時，曾經上疏勸阻，被罷免歸鄉。十六年起升工部屯田司郎中，但未去赴任。
嘉靖二年（1523年），起為南京刑部四川司郎中。大禮議中，因支持明世宗立生父為皇考，嘉靖四年（1525年）升任吉安府知府，首先建白鹭洲书院。五年转任福建鹽運使。嘉靖六年（1527年），召修《明倫大典》，因母陳淑人喪丁憂去官。除服，八年七月召拜為光祿寺卿。嘉靖十一年（1532年）四月，升任兵部右侍郎。同年冬，因為翰林院編修楊名因彈劾汪鋐下詔獄，話語牽連同官程文德等一同入獄。世宗下詔書責察主謀者，恰逢黃宗明上疏勸阻，引起世宗大怒，并被稱為主謀，下詔獄。貶為福建右參政。次年（1533年）九月，世宗因念及其在大禮議中功勞，召回，升爲禮部右侍郎。轉左侍郎，十五年冬十一月卒於任。

## 家族
宋殿中侍御史黄龟年之后，至元代提領黄琇幼育于舅氏薛子良，從其姓，为黄宗明高祖。曾祖薛志節，医学訓科。祖父薛瑛，庐陵县教谕。父薛驥，姑苏驿丞，以宗明贈中大夫光禄寺卿。祖母倪氏、母陈氏，皆贈淑人。弟黄宗欽，字尧甫，官睦宁知县。侄子黄元恭，嘉靖二十六年进士。

## 延伸阅读
[在维基数据编辑]
 《國朝獻徵錄·卷之三十五》，出自焦竑《國朝獻徵錄》
 《明史卷一百九十七》，出自《明史》

| 官衔                 | 官衔                      | 官衔        |
| -------------------- | ------------------------- | ----------- |
| 前任： 徐冠 泾县举人 | 明朝吉安府知府 嘉靖四年任 | 繼任： 張漢 |